# 윈드서핑
윈드서핑(영어: Windsurfing)은 일정한 판 위에 돛대를 세우고 바람을 받으며 파도를 타는 스포츠이다. 윈드서핑을 처음 고안해 낸 사람은 미국 캘리포니아 출신의 컴퓨터 기사 호일 슈바이처로 1967년의 일이다.
돛대를 수직으로 고정시킨다는 고정관념에서 벗어나 움직이는 연결쇠를 사용하여 돛대가 움직이게 하는 것이 특징이다. 즉, 요트와 서핑이 절묘하게 합쳐진 스포츠로, 오늘날에는 거의 세계 전지역에서 즐기고 있다. 1984년 하계 올림픽 때 정식 종목으로 채택되었다.

## 세부 사항
- 재료

합성수지로 만들 길이 3.65m, 폭 0.66m, 무게 18kg, 돛대 4.20m, 돛 면적 5.4m2, 중량 28kg, 활대 2.70m.
- 경기 방법

세계선수권대회 경기 종목은 올림픽 코스, 자유형, 회전 등 세 가지이다.
- 윈드서핑의 올림픽 코스

바다 위에 3각 지점을 선정하여 부표를 띄워 놓고 차례로 그 지점을 돌아오는 경기 방식이다. 일곱 차례 주행을 하여 잘한 여섯 차례 주파 기록만을 가린다. 남자는 라이트급·미디엄급·라이트헤비급·헤비급 등 4개 체급으로 나뉘며, 여자는 체급이 없다.
- 자유형

규정 종목과 3분 동안 세 가지 이상의 기술을 자유로이 발휘하는데, 기술의 난이도·창의성·완숙도 등을 가린다.
- 회전

바다에 부표 2개를 띄워 놓고 2명씩 달려 먼저 골인하는 선수가 이기는데, 토너먼트 방식으로 진행된다.

## 같이 보기
- 랜드세일링
- 웨이크보딩